# Чемпионат Риу-Гранди-ду-Норти по футболу
Чемпионат Риу-Гранди-ду-Норти по футболу (порт.-браз. Campeonato Potiguar de Futebol Profissional) — чемпионат штата Риу-Гранди-ду-Норти по футболу, в котором принимают участие все сильнейшие клубы штата. Проводится под эгидой Федерации футбола штата Риу-Гранди-ду-Норти (также известна как Федерация футбола Норти-риу-гранденсе и Федерация футбола Потигуар). Согласно рейтингу КБФ, на 2025 год чемпионат Риу-Гранди-ду-Норти занимает 14-е место по силе в Бразилии.

## Этимология
Потигуар (во множественном числе — потигуарес) — название жителей штата Риу-Гранди-ду-Норти, как следствие — прилагательное, обозначающее принадлежность к этому штату. Оно произошло от этнохоронима одного из племён тупи, проживавшего на территории современных штатов Риу-Гранди-ду-Норти и Параиба — «потигуара», что в переводе означало «пожиратели креветок».

## История
Федерация футбола штата Риу-Гранди-ду-Норти была образована 14 июля 1918 года, и в том же году попыталась провести первый чемпионат, но попытка не увенчалась успехом. В 1919 году первого чемпиона штата всё же удалось выявить, им стала «Америка» из Натала. Согласно данным некоторых историков, в 1920 году чемпионом стал АБС, но официально федерация футбола штата признаёт победителем первенства «Америку».
В 1921 году, согласно общепринятой статистике, чемпионом Риу-Гранди-ду-Норти стал клуб «Сентро Эспортиво Наталенсе», однако некоторые футбольные историки приводят доказательства того, что титул следует, по крайней мере, разделить между этой командой и АБС. Третий спорный случай в определении чемпионов штата также связан с АБС — в 1925 году на поле чемпионом стал «Алекрин», но спортивный суд вынес решение о пересмотре итогов и присуждении звания чемпионов АБС. Федерация футбола Риу-Гранди-ду-Норти не даёт разъяснений по этому поводу и на протяжении многих десятилетий между болельщиками этих двух клубов происходят споры по поводу того, кого же считать «настоящим» чемпионом 1925 года. Кроме того, существуют разные версии относительно чемпионата 1942 года. Согласно одним источникам, чемпионом стала «Америка», согласно другим чемпионат не был разыгран.
Исторически в штате доминируют два клуба — АБС и «Америка Натал», причём АБС является рекордсменом Бразилии по числу завоёванных титулов чемпиона своего штата. Третьим клубом по числу завоёванных титулов является семикратный чемпион «Алекрин» из одноимённого района Натала. Клубы не из Натала выиграли в сумме лишь пять чемпионатов штата Риу-Гранди-ду-Норти, причём все победы приходятся уже на XXI век.
Формат чемпионата многоступенчатый и смешанный. Сначала выявляются победители двух этапов (в последние годы — Кубок города Натала и Кубок Риу-Гранди-ду-Норти). На каждом из этапов сначала проводится групповой турнир, а затем две лучшие команды выявляют победителя этапа. Далее в двухматчевом противостоянии (дома и в гостях) финалисты чемпионата определяют чемпиона штата.

## Чемпионы
- 1919 — Америка
- 1920 — Америка и АБС
- 1921 — Сентро Эспортиво Наталенсе и АБС
- 1922 — Америка
- 1923 — АБС
- 1924 — Алекрин
- 1925 — Алекрин и АБС[3]
- 1926 — АБС и Америка
- 1927 — Америка
- 1928 — АБС
- 1929 — АБС
- 1930 — Америка
- 1931 — Америка
- 1932 — АБС
- 1933 — АБС
- 1934 — АБС
- 1935 — АБС
- 1936 — АБС
- 1937 — АБС
- 1938 — АБС
- 1939 — АБС
- 1940 — АБС
- 1941 — АБС
- 1942 — Америка
- 1943 — Санта-Круз
- 1944 — АБС
- 1945 — АБС
- 1946 — Америка
- 1947 — АБС
- 1948 — Америка
- 1949 — Америка
- 1950 — АБС
- 1951 — Америка
- 1952 — Америка
- 1953 — АБС
- 1954 — АБС
- 1955 — АБС
- 1956 — Америка
- 1957 — Америка
- 1958 — АБС
- 1959 — АБС
- 1960 — АБС
- 1961 — АБС
- 1962 — АБС
- 1963 — Алекрин
- 1964 — Алекрин
- 1965 — АБС
- 1966 — АБС
- 1967 — Америка
- 1968 — Алекрин
- 1969 — Америка
- 1970 — АБС
- 1971 — АБС
- 1972 — АБС
- 1973 — АБС
- 1974 — Америка
- 1975 — Америка
- 1976 — АБС
- 1977 — Америка
- 1978 — АБС
- 1979 — Америка
- 1980 — Америка
- 1981 — Америка
- 1982 — Америка
- 1983 — АБС
- 1984 — АБС
- 1985 — Алекрин
- 1986 — Алекрин
- 1987 — Америка
- 1988 — Америка
- 1989 — Америка
- 1990 — АБС
- 1991 — Америка
- 1992 — Америка
- 1993 — АБС
- 1994 — АБС
- 1995 — АБС
- 1996 — Америка
- 1997 — АБС
- 1998 — АБС
- 1999 — АБС
- 2000 — АБС
- 2001 — Коринтианс (Кайко)
- 2002 — Америка
- 2003 — Америка
- 2004 — Потигуар ди Мосоро
- 2005 — АБС
- 2006 — Бараунас (Мосоро)
- 2007 — АБС
- 2008 — АБС
- 2009 — АССУ (Асу)
- 2010 — АБС
- 2011 — АБС
- 2012 — Америка
- 2013 — Потигуар ди Мосоро
- 2014 — Америка
- 2015 — Америка
- 2016 — АБС
- 2017 — АБС
- 2018 — АБС
- 2019 — Америка
- 2020 — АБС
- 2021 — Глобо (Сеара-Мирин)
- 2022 — АБС
- 2023 — Америка
- 2024 — Америка

## Достижения клубов
Курсивом выделены ныне не функционирующие футбольные клубы.
1. АБС (Натал) — 57 (включая 4 совместных титула)
2. Америка (Натал) — 38 (включая 2 совместных титула)
3. Алекрин (Натал) — 7 (включая 1 совместный титул)
4. Потигуар (Мосоро) — 2
5. Санта-Круз (Натал) — 1
6. Сентро Эспортиво Наталенсе (Натал) — 1[4][5] (включая 1 совместный титул)
7. Бараунас (Мосоро) — 1
8. Глобо (Сеара-Мирин) — 1
9. Коринтианс (Кайко) — 1
10. АССУ (Асу) — 1